# グロープケム
グロープケム（タイ語: กรอบเค็ม  、発音 [krɔ̀ːp kʰēm] ）はタイの菓子である。khrongkhraeng  と似ているものの、より柔らかな食感を持つ。一般的には薄く、四角いシート状の様態を呈すが、作成者によって差異がある。
材料としては、小麦粉、卵、水、植物油、砂糖、黒胡椒、塩、パクチーの根、にんにくが用いられる。